# Кајндред (Северна Дакота)
Кајндред (енгл. Kindred) град је у америчкој савезној држави Северна Дакота.

## Демографија
По попису из 2010. године број становника је 692, што је 78 (12,7%) становника више него 2000. године.
| Група             | 2000.       | 2010.       |
| Белци             | 603 (98,2%) | 662 (95,7%) |
| Афроамериканци    | 1 (0,2%)    | 1 (0,1%)    |
| Азијати           | 1 (0,2%)    | 0 (0,0%)    |
| Хиспаноамериканци | 6 (1,0%)    | 10 (1,4%)   |
| Укупно            | 614         | 692         |